# Wspólnota administracyjna Wiesentheid
Wspólnota administracyjna Wiesentheid – wspólnota administracyjna (niem. Verwaltungsgemeinschaft) w Niemczech, w kraju związkowym Bawaria, w rejencji Dolna Frankonia, w regionie Würzburg, w powiecie Kitzingen. Siedziba wspólnoty znajduje się w miejscowości Wiesentheid. Powstała 1 maja 1978.
Wspólnota administracyjna zrzesza trzy gminy targowe (Markt) oraz jedną gminę wiejską (Gemeinde): 
- Abtswind, gmina targowa, 803 mieszkańców, 12,81 km²
- Castell, 818 mieszkańców, 22,93 km²
- Rüdenhausen, gmina targowa, 810 mieszkańców, 6,88 km²
- Wiesentheid, gmina targowa, 4 785 mieszkańców, 33,33 km²